# Carthage (Maine)
Carthage – miasto w Stanach Zjednoczonych, w stanie Maine, w hrabstwie Franklin.